# Tommy McCook
Tommy McCook (L'Avana, 3 marzo 1927 – Atlanta, 5 maggio 1998) è stato un sassofonista giamaicano.
È stato un membro fondatore del gruppo ska The Skatalites; ha inoltre suonato nei Supersonics ed in molte sessioni per i produttori reggae Duke Reid e Bunny Lee o con The Revolutionaries agli studi Channel One negli anni settanta.

## Biografia
Tommy McCook nasce a L'Avana, Cuba e si trasferisce in Giamaica nel 1933. Inizia a suonare il sassofono tenore ad undici anni, quando frequenta la famosa scuola Alpha School a Kingston.
Nel 1954 lascia la Giamaica per un ingaggio a Nassau, Bahamas, per finire a Miami, Florida, dove sente per la prima volta John Coltrane e si innamora del jazz.
McCook ritorna in Giamaica all'inizio del 1962, dove è avvicinato da alcuni produttori musicali locali per incidere alcune registrazioni. Finalmente riesce a registrare una sessione di jazz per Clement Coxsone Dodd, che sarà pubblicata nell'album intitolato jazz Giamaica.
La sua prima registrazione di ska fu un adattamento di Exodus di Ernest Gold, registrata nel novembre 1963 con i musicisti che avrebbero presto costituito gli Skatalites.
Durante gli anni sessanta e gli anni settanta McCook registra con la maggior parte dei principali artisti reggae dell'epoca, lavorando specialmente con King Tubby e la sua backing band, gli Aggrovators; così come partecipa in particolar modo alle registrazioni di Yabby You ed i Prophets (specialmente sulle versioni e sugli extended mix), continuando a partecipare ed a registrare con gli Skatalites.

## Discografia essenziale

### Album
- 1969 - Top Secret (Techniques)
- 1976 - Horny Dub (Grounation)
- 1976 - Reggae In Jazz (Eve)
- Cookin' Shuffle (Jamaica Authentic)
- Hot Lava
- 1998 - The Authentic Ska Sound of Tommy McCook (Moon Records)
- 1999 - Down On Bond Street - (Trojan Records)
- 2001 - Tommy's Last Stand (Creole)
- 2003 - Blazing Horns - Tenor In Roots - 1976-1978 (Blood and Fire)
- 2005 - Real Cool - 1966-1977 (Trojan Records)

Con gli Skatalites:
- 1969 - Tommy McCook & The Skatalites - The Skatalite! (Treasure Island)

Con Bobby Ellis:
- 1974 - Green Mango (Attack)
- 1977 - Blazing Horns (Grove Music)

Con gli Aggrovators:
- 1975 - Brass Rockers (Striker Lee)
- 1975 - Cookin'  (Horse/Trojan)
- 1975 - King Tubby Meets The Aggrovators At Dub Station (Live and Love)
- 1977 - Show Case - 1975 - (Culture Press)
- 1977 - Disco Rockers (aka Hot Lava) (Dynamic Sound)
- 1992 - Instrumental Reggae (RAS)

Con Yabby You:
- Yabby You Meets Tommy McCook In Dub (Peacemaker)
- Yabby You Meets Sly & Robie Along With Tommy McCook (Prophets)